# Эрнандес, Лена
Лена Эрнандес (урожд. Сильва Санта Эрнандес Мануэла Грантьерра дель Кармен де лас Касас; Лена (Елена) Эрнандес — имя, принятое при переезде в Россию из Испании в 1972 году; род. 7 апреля 1958 года, Толедо, Испания) — танцовщица, хореограф, автор танцевального курса «Женственность фламенко», руководитель московской студии фламенко Лены Эрнандес.

## Деятельность
На данный момент хореографом Леной (Еленой) Эрнандес создано три спектакля-концерта: «Flamenco duende», «Фламенко за кулисами» и «Танцуем джаз».

## Норд-Ост
Студия Лены Эрнандес находилась в здании ДК на Дубровке, захваченном террористами 23 октября 2002 года, и во время захвата Лена Эрнандес вела групповое занятие.
Ей удалось вывести из здания всю группу учениц. По рассказу очевидицы, помещенном в газете "Аргументы и факты", - примерно тридцать человек. Они все остались живы.
Художественный пересказ поступка Эрнандес дает Мария Арбатова: 
```

```

 Когда произошел захват заложников на «Норд-Осте», моя подруга Лена Эрнандес, испанка, в этом ДК снимала помещение и учила девочек фламенко. Во время занятия раздался грохот. Лена выглянула и увидела в коридоре окровавленное тело звукооператора.
К ней подошел человек в пятнистой одежде, в маске с автоматом и говорит: «Давай, веди своих в зал! Там все сидят, и вы будете сидеть». Лена, приняв его за омоновца, не понимает, почему она должна куда-то идти, но, видя много крови, решает, что надо бежать. Она, в испанских туфельках с подковками, поворачивается, бьет его каблуком в лицо (она в своё время преподавала карате). Мнимый омоновец летит в одну сторону, автомат — в другую. Он пытается подняться, дотянуться до оружия. 
Лена бьет его еще раз, после чего выводит 50 своих учениц в танцевальных костюмах по пожарной лестнице. Вот модель поведения человека, который, даже не поняв всего происходящего, действует спокойно и уверенно. Рядом с залом фламенко занимались группы ирландских танцев, стэпа и бальных танцев, преподаватели которых, мужчины, безропотно спустились с учениками в зал, где находились заложники. Хочу заметить, что никто, кроме «Аргументов и фактов", об этом не написал. А это 50 спасенных человек!" 